# Zavreliella levis
Zavreliella levis är en tvåvingeart som beskrevs av Reiss 1990. Zavreliella levis ingår i släktet Zavreliella och familjen fjädermyggor. Inga underarter finns listade i Catalogue of Life.